# Schlacht bei Fano
Mediolanum – Augusta Vindelicorum – Lacus Benacus – Placentia – Fano – Pavia – Langres – Vindonissa – Autun – Reims – Brumath – Senonae – Argentoratum – Solicinium – Argentovaria
Die Schlacht bei Fano wurde im Jahre 271 in der Nähe des heutigen Fano in Italien zwischen Juthungen und Römern unter Kaiser Aurelian ausgetragen. Nach seiner Niederlage auf der Schlacht von Placentia besiegte Aurelian die Juthungen. Die Nachricht seines Sieges sorgte in Rom für eine große Erleichterung.